# Brigada Internacional Islámica de Mantenimiento de la Paz
La Brigada Internacional Islámica de Mantenimiento de la Paz (en ruso: Исламская международная миротворческая бригада; abreviado BIIMP), también conocida como Brigada Internacional Islámica o como el Ejército Islámico de Mantenimiento de la Paz, era el nombre de una organización muyahidín islamista fundada en el año de 1998. El BIIMP fue designado entidad terrorista por los Estados Unidos en febrero de 2003.

## Historia
Se compone de entre 400 y 1.500 militantes, la mayoría de ellos son daguestaníes (principalmente ávaros y darginians), también chechenos, árabes, turcos, azeríes y otros combatientes extranjeros.
Sus emires fueron el Mujahid Ibn Al-Khattab y el checheno Shamil Basayev,participaron activamente en la Invasión de Daguestán, en el cual  muchos de sus miembros fueron asesinados o capturados por las fuerzas rusas. La mayoría de sus miembros restantes lucharon en la Segunda Guerra de Chechenia, en la que murieron sus antiguos líderes (Khattab en marzo de 2002 y Basayev en julio de 2006)